# Indice de Haines
L’indice de Haines (ou indice de sévérité dans la basse atmosphère) est un nombre sans dimension utilisant divers paramètres météorologiques pour estimer le potentiel de développement des feux de forêt déjà existant dans une masse d'air sec et instable. Il a été proposé par Donald Haines, un météorologue américain, en 1988 et est utilisé dans plusieurs pays. Cet indice est beaucoup moins complet que l'indice forêt météo mais peut être utilisé en complémentarité.

## Description
L'indice utilise la température à différentes altitudes pour estimer la stabilité de l'air et la dépression du point de rosée pour la quantité d'humidité relative de l'air près du sol. Ces données sont obtenues par radiosondage ou simulées par un modèle de prévision numérique du temps. Il est calculé à trois niveaux de pression qui correspondent à trois altitudes où peuvent se trouver les feux : basse altitude près du niveau de la mer (950-850 hPa), altitude moyenne de 300 à 1 000 m (850-700 hPa) et haute altitude à plus de 1 000 m (700-500 hPa).
Les trois indices se calculent de la même façon, ici est montré l'indice de basse altitude, :
{\displaystyle H_{bas}=A+B}
- Le premier terme (A) représente la stabilité : plus l'air est instable, plus {\displaystyle \scriptstyle \Delta =\left[T_{950\mathrm {hPa} }-T_{850\mathrm {hPa} }\right]} sera grande et plus l'air autour du feu aura tendance à monter (T est la température) :
  - A = 1 si {\displaystyle \scriptstyle \Delta \leq 3}
  - A = 2 si {\displaystyle \scriptstyle 3>\Delta \leq 7}
  - A = 3 si {\displaystyle \scriptstyle \Delta >7}
- Le second terme représente l'humidité dans l'air : plus {\displaystyle \Delta \scriptstyle =\left[T_{850\mathrm {hPa} }-Td_{850\mathrm {hPa} }\right]} est grand, plus l'air est sec et moins il s'opposera à la combustion (Td le point de rosée) :
  - B = 1 si {\displaystyle \scriptstyle \Delta \leq 5}
  - B = 2 si {\displaystyle \scriptstyle 6>\Delta \leq 9}
  - B = 3 si {\displaystyle \scriptstyle \Delta >9}

Les seuils de {\displaystyle \scriptstyle \Delta } sont différentes pour A et B des deux autres indices mais la signification de l'indice est toujours la même :
- {\displaystyle \scriptstyle H=6} donne un fort potentiel qu'un feux en activité s'étende ou montre un déplacement erratique ;
- {\displaystyle \scriptstyle H=5} donne un potentiel moyen ;
- {\displaystyle \scriptstyle H=5} donne un faible potentiel ;
- {\displaystyle \scriptstyle H} moins de 4 donne un potentiel négligeable car l'air est humide et/ou stable.

## Avantages et inconvénients
Avantages
- Données faciles à obtenir ;
- Taux de fausses alarmes bas : une étude de 1990 a montré que H=6 n'arrive que 6 % du temps mais que 75 % de la superficie brûlée l'a été durant ces épisodes[2].

Inconvénients
L'indice ne tient pas compte :
- des vents qui sont un élément important dans la propagation des feux ;
- de l'humidité des combustibles (litière et arbres), seulement de celle de l'air ;
- de la configuration du sol (pente, couverture forestière, etc.) ;